# Drymonia grisea
Drymonia grisea är en fjärilsart som beskrevs av Turati 1907. Drymonia grisea ingår i släktet Drymonia och familjen tandspinnare. Inga underarter finns listade i Catalogue of Life.